# Wydawnictwo Dolnośląskie
Wydawnictwo Dolnośląskie – polskie wydawnictwo z siedzibą we Wrocławiu.
Wydawnictwo zostało założone w 1986 i sprywatyzowane w 1991, była to pierwsza w Polsce prywatyzacja wydawnictwa państwowego. Wydawnictwem jako dyrektor, a następnie, po prywatyzacji, jako prezes, kierował Andrzej Adamus.
Po jego śmierci w 2004 Wydawnictwo Dolnośląskie zostało przejęte przez spółkę Publicat. Od 2007 działa jako wrocławski oddział wydawnictwa Publicat. W sierpniu 2007 zostało wykreślone z rejestru przedsiębiorców.
W latach 1987–2007 redaktorem naczelnym Wydawnictwa Dolnośląskiego był Jan Stolarczyk.
Wydawnictwo wydaje około 100 pozycji rocznie. Oficyna publikuje powieści obyczajowe polskie i obce, fantasy i science fiction, serie kryminalne (klasyka, kryminał polski i przekłady światowych bestsellerów gatunku), powieści historyczne, biografie, książki podróżnicze i historyczne, poradniki, książki dla dzieci i młodzieży. Wydawnictwo Dolnośląskie popularyzuje wśród polskich czytelników twórczość najpoczytniejszych pisarzy zagranicznych, takich jak Agatha Christie, Stephenie Meyer (wielkim sukcesem wydawnictwa stała się seria książek autorstwa Stephenie Meyer Zmierzch), Barbara Taylor Bradford, Tami Hoag, Jo Nesbø, Walter Moers, a także promuje autorów polskich. Wydała też m.in. utwory Czesława Miłosza, Zbigniewa Herberta, Tadeusza Różewicza, Urszuli Kozioł i Tymoteusza Karpowicza oraz serie wydawnicze (m.in. A to Polska właśnie – seria poświęcona kulturze, historii i tradycjom polskim).